# Salto El Calzoncillo
Salto El Calzoncillo o Cascada El Calzoncillo, es una cascada que se localiza en Chile, sobre la ribera norte del Lago Rupanco, en el sector Santa Elvira y comuna de Puyehue. 

## Toponimia
El nombre de Salto El Calzoncillo proviene de la semejanza natural que tiene esta cascada con un calzoncillo largo, que era comúnmente usado por los primeros colonos del lugar.

## Características
Se forma cuando el río calzoncillo atraviesa el acantilado norte del Lago Rupanco, cayendo sobre una pequeña playa formando un riachuelo que a su vez desemboca en el lago.
La forma del salto esta marcada por tres partes; el tramo largo, el tramo corto y las piernas (de arriba abajo respectivamente).
Debido a que no se han hecho estudios tangibles, las mediciones de esta cascada son aproximados dados por los habitantes de la zona, estas medidas varían entre los 280 metros hasta los 404 metros.
El caudal del río Calzoncillo tiene un promedio de 2.1 m3/s, siendo su máxima de 4.2 m3/s y su mínima de 0.1 m3/s, en los meses de julio y marzo respectivamente.
En 1858, Don Guillermo Doll situado en la Vega del Rupanco describió a la cascada de la siguiente manera:

[...] cae sobre el paredón casi perpendicular de la orilla, un estero que forma un hermoso salto, cuyo ruido atronador se oye de lejos.

## Ubicación
Como se puede observar en el mapa, la cascada está ubicada en la ribera norte del lago Rupanco, en el sector de Santa Elvira.

### Visita
Se puede visitar de dos formas:
- Arrendando un vehículo náutico. (Vista Inferior)

- Llegando por tierra a una finca privada (Vista Superior)